# ヒルクレスト・センター
ヒルクレスト・センター（英: Hillcrest Centre）は、アイスホッケーとカーリングのリンク、水上競技の施設があるコミュニティセンターであり、カナダのバンクーバーのヒルクレスト・パークにある。建設工事は2007年3月に開始した。
2010年バンクーバーオリンピックに先立ち2009年世界ジュニアカーリング選手権の会場になった。オリンピックの開催中は、バンクーバー・オリンピック・センターと名付けられ、6,000人を収容でき、カーリング競技の会場になった。パラリンピックの開催中は、車いすカーリング競技の会場になった。

## 設計

### 持続可能な機能
このセンターはエネルギーおよび環境デザインにおけるリーダーシップ（LEED）ゴールド認証に適合するように建設された。例えば、冷凍プラントは氷の表面を冷却する際に捨てていた廃熱を利用することで、建物と隣接する水上施設の他のエリアを温めるように設計されている。また、周囲の地下水も施設のトイレに使うために集められることになっている。
スマートな用地選定はセンターのエコロジカル・フットプリントの維持が鍵である。古いコミュニティ複合施設が新しい施設に交換され、新しいカーリング複合施設には砂利の駐車場がある。Federal (CEAA) environmental assessment review processも用地選定に適用された。会場建設中に影響を受ける木は公園の他のエリアに移動され、古い施設の解体でできた土地はいずれも大会後の改装でコミュニティ緑空間に変わることになっている。

### 先住民の参加
先住民の芸術作品が、Vancouver 2010 Venues Aboriginal Arts Programの一環として会場に設置された。注目の芸術には、カナダ全域からのファースト・ネーション、イヌイット、メティの芸術家による伝統的および現代的な芸術作品が含まれる。

## オリンピック後
2010年のオリンピックの後、アイスホッケーのリンク、体育館、図書館、8枚のカーリング・シート、カーリング選手のラウンジがある多目的レクリエーションセンターに改装された。Percy Norman Aquatic Centreとして、屋内コンコースで施設がつながり、leisure tank、50mラッププール、屋外の水上エリアが特徴である。